# Official U.S. PlayStation Magazine
Official U.S. PlayStation Magazine (сокращённо OPM) — ежемесячный международный журнал о компьютерных играх, издававшийся с сентября 1997 года компанией Ziff Davis. Тематически специализировался на продуктах, так или иначе связанных с консолями семейства PlayStation, описывал игры для таких приставок как PlayStation, PlayStation 2, PlayStation 3 и PlayStation Portable. В своей среде был очень популярным, особенно ценился за прилагаемые диски с демоверсиями игр, выпускаемых при участии Sony Computer Entertainment America. Просуществовал около десяти лет, перестал издаваться с января 2007 года.
OPM в своё время стал первым журналом, в комплекте с которым продавались диски с контентом, посвящённым играм для PlayStation. Начиная с самого первого номера журнал поставлялся с диском, на котором были записаны либо демоверсии, либо рекламное видео. Например 23-й номер, датированный августом 1999 года, включал игровое демо к таким играм как Final Fantasy VIII, 3Xtreme, Tiny Tank, Jade Cocoon: Story of the Tamamayu, Macross VF-2, Centipede, You Don't Know Jack и Ultimate 8-Ball. Начиная с 49-го номера (октябрь 2001) стали прилагаться демодиски для PlayStation 2 — 50-й, 52-й и 54-й номера стали последними выпусками с дисками для первой PlayStation. Один раз в комплекте была игра для PlayStation Portable, Killzone: Liberation, но не по подписке, а только в розничной торговле. Планов о выпуске демодисков для PlayStation 3 до расформирования журнала анонсировано не было, скорее всего из-за высокой стоимости дисков Blu-ray.
Official U.S. PlayStation Magazine дублировался на разных языках и кроме США выходил во многих других странах, в частности, в Финляндии, Великобритании, Ирландии, Германии, Франции, Италии, Испании, Бельгии, Португалии, России и Австралии. Бельгийская версия журнала также продавалась в Нидерландах.

### Блоги авторского состава
- Editor in Chief, Tom Byron
- Managing Editor, Dana Jongewaard
- Senior Editor, Joe Rybicki
- Previews Editor, Thierry «Scooter» Nguyen
- News Editor, Giancarlo Varanini